# Puerto de la Cadena
Puerto de la Cadena är ett bergspass i Spanien.   Det ligger i provinsen Murcia och regionen Murcia, i den sydöstra delen av landet, 400 km sydost om huvudstaden Madrid. Puerto de la Cadena ligger 521 meter över havet.
Terrängen runt Puerto de la Cadena är varierad. Puerto de la Cadena ligger uppe på en höjd. Runt Puerto de la Cadena är det tätbefolkat, med 427 invånare per kvadratkilometer. Närmaste större samhälle är Murcia, 8,8 km norr om Puerto de la Cadena. Trakten runt Puerto de la Cadena består till största delen av jordbruksmark.